# Hôtel Pullman Paris Montparnasse
L'hôtel Pullman Paris Montparnasse est un gratte-ciel faisant partie de l'ensemble Maine-Montparnasse dans le 14e arrondissement de Paris. C'est l'un des hôtels ayant la plus grosse capacité d'accueil à Paris.

## Localisation
L'hôtel est situé 19 rue du Commandant-René-Mouchotte dans le quartier de Plaisance du 14e arrondissement de Paris. Il est un des éléments de l'ensemble Maine-Montparnasse, à proximité de la gare de Paris-Montparnasse.  
Il est desservi par le métro de Paris aux stations Gaîté (ligne 13) et Montparnasse - Bienvenüe (lignes 4, 6, 12 et 13).

## Caractéristiques
Avec 957 chambres, l'hôtel est un des plus « gros porteurs » de Paris. Lors de sa construction, il est le troisième plus haut bâtiment de Paris, derrière la tour Montparnasse et l'hôtel Concorde La Fayette.

## Histoire
Bâti en 1974 et anciennement sous enseigne Sheraton, puis Le Méridien, l'hôtel devient en janvier 2011 le Pullman Paris Montparnasse et rejoint le groupe Accor.
Le centre de conférence ferme ses portes le 30 juin 2017, puis l'hôtel le 31 août de la même année pour au minimum 3 ans de travaux. Il rouvre le 27 décembre 2021,.

## Galerie

L'hôtel vu depuis la rue de la Gaité.
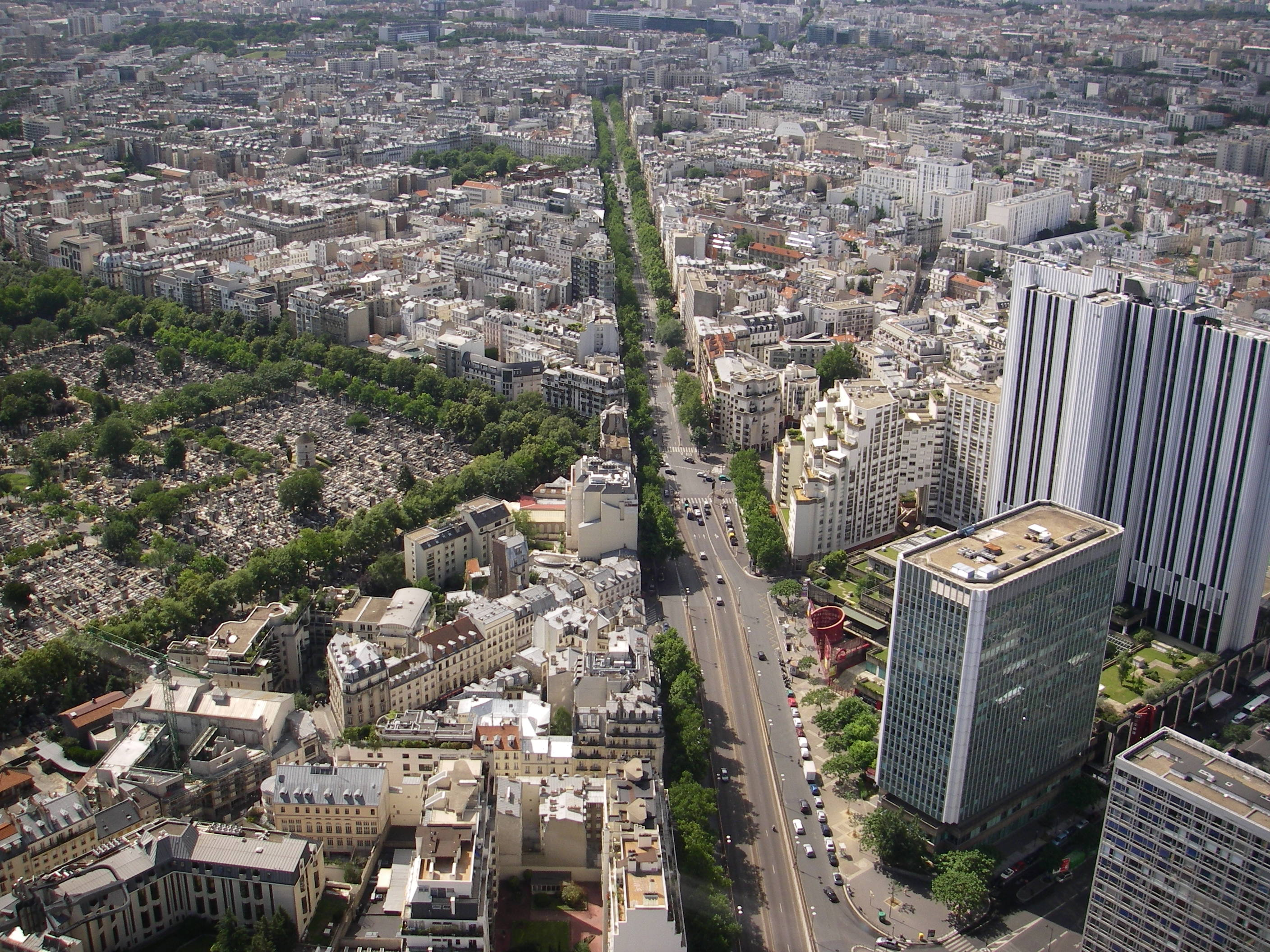
L'hôtel vu depuis la Tour Montparnasse (sur la droite).